# Yamilet Martínez
Yamilet Martínez Calderón (Cueto, 11 novembre 1970) è un'ex cestista cubana.

## Carriera
Con Cuba ha disputato tre edizioni dei Giochi olimpici (Barcellona 1992, Atlanta 1996, Sydney 2000), cinque dei Campionati mondiali (1990, 1994, 1998, 2002, 2006) e cinque dei Campionati americani (1993, 2001, 2003, 2005, 2007).